# Израильская хоккейная лига в сезоне 2012/2013

## Израильская хоккейная лига в сезоне 2012/2013
Сезон 2012/2013 — это 22-й сезон чемпионата ИзХЛ.
Начался 16 ноября 2012 года и завершился 31 июля 2013 года.

1-й сезон Высшего Дивизиона

1-й сезон Национального Дивизиона

## Изменения структуры турнира
Впервые чемпионат проходил в двух группах, Группа А и Группа В.
В группу А вошли первые шесть команд турнира израильской хоккейной лиги 2011/2012
В группу В вошли три команды, занявшие последние места в прошлом сезоне и четыре новые команды.

## Регламент
В Группе А сначала прошёл однокруговой турнир. Затем четыре лучшие команды встретились в финальном раунде в результате которого были определены финалисты и участники матча за третье место.
В Группе В прошёл однокруговой турнир, победитель которого перешёл в Группу А следующего сезона.

## Участники
В Группу А вошло 7 команд. 6 команд, занявшие на прошлогоднем турнире первые 6 мест: ХК Бат-Ям, две команды из Метулы — клуб на базе Канадо-Израильской Хоккейной Школы Маккаби, чемпион прошлого года и ХК Метула, 6-кратный чемпион Израиля «Хоукс» Хайфа, команда «Монфорт» из Маалота, Ришон Дэвилз из Ришон-ле-Циона и новичок турнира «Хорсез» из города Кфар-Сава.
В Группу В вошло 8 команд. 3 команды, выступавших в прошлом сезоне:
«Айс Тайм» Герцлия, ХК Холон, Ришон-2 и 5 новых коллективов: «Драгонс» Нес Циона , Сильвер Фокс-1 и Сильвер Фокс-2 из Йехуда, второй клуб из Метулы, созданный на базе Канадо- Израильской Хоккейной Школы КИХШ-2 и «Драгонс» Гедера.

## Регулярный чемпионат
|  | Команды, выходящие в финальный раунд |

Примечание:

(*) — Техническая победа/поражение

(^) — Победа/поражение в овертайме или по буллитам

### Таблица
| М | Команда      | 1    | 2   | 3    | 4    | 5    | 6    | 7    | В | ВО | ПО | П | ШЗ | ШП | РЩ  | О  |
| - | ------------ | ---- | --- | ---- | ---- | ---- | ---- | ---- | - | -- | -- | - | -- | -- | --- | -- |
| 1 | Ришон Дэвилз | @    | 6:3 | 1:2^ | 8:2  | 1:0  | 12:1 | 9:1  | 5 | 0  | 1  | 0 | 37 | 9  | +28 | 16 |
| 2 | Монфорт      | 3:6  | @   | 3:2  | 6:2  | 6:0  | 6:3  | 8:1  | 5 | 0  | 0  | 1 | 32 | 14 | +18 | 15 |
| 3 | Маккаби      | 2:1^ | 2:3 | @    | 5:3  | 5:0* | 4:1  | 8:0  | 4 | 1  | 0  | 1 | 26 | 8  | +18 | 14 |
| 4 | Хорсез       | 2:8  | 2:6 | 3:5  | @    | 5:2  | 7:4  | 12:1 | 3 | 0  | 0  | 3 | 31 | 26 | +5  | 9  |
| 5 | Хокс Хайфа   | 0:1  | 0:6 | 0:5* | 2:5  | @    | 3:1  | 7:1  | 2 | 0  | 0  | 4 | 12 | 19 | -7  | 6  |
| 6 | ХК Бат-Ям    | 1:12 | 3:6 | 1:4  | 4:7  | 1:3  | @    | 4:1  | 1 | 0  | 0  | 5 | 14 | 33 | -19 | 3  |
| 7 | ХК Метула    | 1:9  | 1:8 | 0:8  | 1:12 | 1:7  | 1:4  | @    | 0 | 0  | 0  | 6 | 5  | 48 | -43 | 0  |

### Отчёты о матчах
| 16 ноября 2012 21:00 | Хокс Хайфа | 0 : 1 (0:0, 0:0, 0:1) | Ришон Дэвилз | Канада-Центр, Метула |

| Отчёт | Отчёт                         | Отчёт                                    | Отчёт                                | Отчёт                                                    |
| ----- | ----------------------------- | ---------------------------------------- | ------------------------------------ | -------------------------------------------------------- |
|       |                               |                                          |                                      |                                                          |
|       | Борис Амромин — 00:00 — 60:00 | Вратари                                  | Александр Логинов Станислав Николаев | Судья: Шай Маарави Линейные судьи: Шарон Йосеф Лидор Баз |
|       | Голы:                         |                                          |                                      | Судья: Шай Маарави Линейные судьи: Шарон Йосеф Лидор Баз |
|       | 0:1                           | 59:31 — Бар Циммерман (Станислав Ратнер) |                                      | Судья: Шай Маарави Линейные судьи: Шарон Йосеф Лидор Баз |
|       |                               |                                          |                                      | Судья: Шай Маарави Линейные судьи: Шарон Йосеф Лидор Баз |
|       |                               |                                          |                                      | Судья: Шай Маарави Линейные судьи: Шарон Йосеф Лидор Баз |
|       |                               |                                          |                                      | Судья: Шай Маарави Линейные судьи: Шарон Йосеф Лидор Баз |
| 2 мин | Штраф                         | 14 мин                                   |                                      | Судья: Шай Маарави Линейные судьи: Шарон Йосеф Лидор Баз |
|       |                               |                                          |                                      |                                                          |
|       |                               |                                          |                                      |                                                          |

| 30 ноября 2012 22:15 | Хокс Хайфа | 3 : 1 (0:0, 1:0, 2:1) | ХК Бат-Ям | Канада-Центр, Метула |

| Отчёт | Отчёт                         | Отчёт                                  | Отчёт                             | Отчёт                                         |
| --- | ----------------------------- | -------------------------------------- | --------------------------------- | --------------------------------------------- |
| |                               |                                        |                                   |                                               |
| | Борис Амромин — 00:00 — 60:00 | Вратари                                | 00:00 — 60:00 — Александр Ааронов | Судья: Шай Маарави Линейный судья: Амит Лазми |
| | Голы:                         |                                        |                                   | Судья: Шай Маарави Линейный судья: Амит Лазми |
| Сергей Спорнов - 30:43 (Эйтан Шерер) Вячеслав Идов - 50:00 (Эйтан Шерер) Владимир Шопинский - 51:30 (Леонид Труфанов) | 1:0 1:1 2:1 3:1               | 49:13 - Йошуа Гринберг (Авишай Геллер) |                                   | Судья: Шай Маарави Линейный судья: Амит Лазми |
| |                               |                                        |                                   | Судья: Шай Маарави Линейный судья: Амит Лазми |
| |                               |                                        |                                   | Судья: Шай Маарави Линейный судья: Амит Лазми |
| |                               |                                        |                                   | Судья: Шай Маарави Линейный судья: Амит Лазми |
| |                               |                                        |                                   | Судья: Шай Маарави Линейный судья: Амит Лазми |
| |                               |                                        |                                   |                                               |

## Финальный раунд
С учётом очков набранных командами в личных встречах на первом этапе чемпионата.
|  | Команды, выходящие в Плей-офф |

Примечание:

(*) — Техническая победа/поражение

(^) — Победа/поражение в овертайме или по буллитам

### Таблица
| М | Команда      | 1    | 2    | 3    | 4    | В | ВО | ПО | П | ШЗ | ШП | РШ  | О  |
| - | ------------ | ---- | ---- | ---- | ---- | - | -- | -- | - | -- | -- | --- | -- |
| 1 | Ришон Дэвилз | @    | 3:2  | 0:5* | 6:2  | 4 | 0  | 1  | 1 | 24 | 16 | +8  | 13 |
| 2 | Монфорт      | 2:3  | @    | 2:1  | 5:0* | 4 | 0  | 0  | 2 | 21 | 14 | +7  | 12 |
| 3 | Маккаби      | 5:0* | 1:2  | @    | 3:2^ | 2 | 2  | 0  | 2 | 18 | 11 | +7  | 10 |
| 4 | Хорсез       | 2:6  | 0:5* | 2:3^ | @    | 0 | 0  | 1  | 5 | 11 | 33 | -22 | 1  |

### Результаты
| 15 марта 2013 19:15 | Монфорт | 2 : 3 (1:1, 0:1, 1:1) | Ришон Дэвилз | Канада Центр, Метула |

| Отчёт                                                        | Отчёт                         | Отчёт | Отчёт                                | Отчёт                                                           |
| ------------------------------------------------------------ | ----------------------------- | --- | ------------------------------------ | --------------------------------------------------------------- |
|                                                              |                               | |                                      |                                                                 |
|                                                              | Вахтанг Цинцадзе Сергей Шилин | Вратари | Станислав Николаев Александр Логинов | Судья: Гиль Винокур Линейные судьи: Сергей Рябов Даниэль Бейлин |
|                                                              | Голы:                         | |                                      | Судья: Гиль Винокур Линейные судьи: Сергей Рябов Даниэль Бейлин |
| Сергей Сенин — 19:43 (Дотан Годштейн) Вадим Гинзбург — 59:37 | 0:1 :1 1:2 1:3 2:3            | 18:00 — Вадим Ротни (Вадим Коротеев) 38:48 — Александр Круглов (Авраам Ибрагимов) 44:17 — Артур Пушкин (Александр Круглов) |                                      | Судья: Гиль Винокур Линейные судьи: Сергей Рябов Даниэль Бейлин |
|                                                              |                               | |                                      | Судья: Гиль Винокур Линейные судьи: Сергей Рябов Даниэль Бейлин |
|                                                              |                               | |                                      | Судья: Гиль Винокур Линейные судьи: Сергей Рябов Даниэль Бейлин |
|                                                              |                               | |                                      | Судья: Гиль Винокур Линейные судьи: Сергей Рябов Даниэль Бейлин |
| 0 мин                                                        | Штраф                         | 2 мин |                                      | Судья: Гиль Винокур Линейные судьи: Сергей Рябов Даниэль Бейлин |
|                                                              |                               | |                                      |                                                                 |
|                                                              |                               | |                                      |                                                                 |

| 16 марта 2013 18:00 | Монфорт | 2 : 1 (0:0, 1:1, 1:0) | CIHS | Канада-Центр, Метула |

| Отчёт                                                           | Отчёт                         | Отчёт                              | Отчёт         | Отчёт                                                           |
| --------------------------------------------------------------- | ----------------------------- | ---------------------------------- | ------------- | --------------------------------------------------------------- |
|                                                                 |                               |                                    |               |                                                                 |
|                                                                 | Сергей Шилин Вахтанг Цинцадзе | Вратари                            | Авиху Сороцки | Судья: Гиль Винокур Линейные судьи: Сергей Рябов Даниэль Бейлин |
|                                                                 | Голы:                         |                                    |               | Судья: Гиль Винокур Линейные судьи: Сергей Рябов Даниэль Бейлин |
| Виталий Шварцман — 27:20 Сергей Сенин — 43:20 (Валерий Подбело) | 1:0 1:1 2:1                   | 32:40 — Оз Джино (Раанан Москович) |               | Судья: Гиль Винокур Линейные судьи: Сергей Рябов Даниэль Бейлин |
|                                                                 |                               |                                    |               | Судья: Гиль Винокур Линейные судьи: Сергей Рябов Даниэль Бейлин |
|                                                                 |                               |                                    |               | Судья: Гиль Винокур Линейные судьи: Сергей Рябов Даниэль Бейлин |
|                                                                 |                               |                                    |               | Судья: Гиль Винокур Линейные судьи: Сергей Рябов Даниэль Бейлин |
| 8 мин                                                           | Штраф                         | 4 мин                              |               | Судья: Гиль Винокур Линейные судьи: Сергей Рябов Даниэль Бейлин |
|                                                                 |                               |                                    |               |                                                                 |
|                                                                 |                               |                                    |               |                                                                 |

| 22 марта 2013 21:00 | Ришон Дэвилз | 6 : 2 (2:1, 2:1, 2:0) | Кфар-Сава Хорсез | Канада-Центр, Метула |

| Отчёт | Отчёт                                | Отчёт   | Отчёт       | Отчёт                                                        |
| --- | ------------------------------------ | ------- | ----------- | ------------------------------------------------------------ |
| |                                      |         |             |                                                              |
| | Станислав Николаев Александр Логинов | Вратари | Амит Газаль | Судья: Шай Маарави Линейные судьи: Коль Фишер Даниэль Бейлин |
| | Голы:                                |         |             | Судья: Шай Маарави Линейные судьи: Коль Фишер Даниэль Бейлин |
| Артём Коротин — 07:00 (Бар Циммерман) Артур Пушкин — 11:54 (Артём Коротин) Максим Буз — 26:38 (Артём Коротин) Максим Буз — 39:22 (Артём Коротин) Артём Коротин — 45:45 Артур Пушкин — 54:14 | 1:0 2:0 2:1 3:1 3:2 4:2 5:2 6:2      |         |             | Судья: Шай Маарави Линейные судьи: Коль Фишер Даниэль Бейлин |
| |                                      |         |             | Судья: Шай Маарави Линейные судьи: Коль Фишер Даниэль Бейлин |
| |                                      |         |             | Судья: Шай Маарави Линейные судьи: Коль Фишер Даниэль Бейлин |
| |                                      |         |             | Судья: Шай Маарави Линейные судьи: Коль Фишер Даниэль Бейлин |
| 8 мин | Штраф                                | 17 мин  |             | Судья: Шай Маарави Линейные судьи: Коль Фишер Даниэль Бейлин |
| |                                      |         |             |                                                              |
| |                                      |         |             |                                                              |

| 23 марта 2013 19:30 | CIHS | 3 : 2(Б) (0:0, 1:1, 1:1, 1:0) | Кфар-Сава Хорсез | Канада-Центр, Метула |

| Отчёт                                                                                      | Отчёт              | Отчёт                                                  | Отчёт       | Отчёт                                                           |
| ------------------------------------------------------------------------------------------ | ------------------ | ------------------------------------------------------ | ----------- | --------------------------------------------------------------- |
|                                                                                            |                    |                                                        |             |                                                                 |
|                                                                                            | Авиху Сороцки      | Вратари                                                | Амит Газаль | Судья: Гиль Винокур Линейные судьи: Сергей Рябов Даниэль Бейлин |
|                                                                                            | Голы:              |                                                        |             | Судья: Гиль Винокур Линейные судьи: Сергей Рябов Даниэль Бейлин |
| Харэль Харош — 23:01 Бен Черни Рон Вайнштейн — 54:45 (Оз Джино) Шай Маарави — 65:00 (бул.) | 1:0 1:1 1:2 :2 3:2 | 24:18 — Гай Вайцман (Бен Вайцман) 48:55 — Илья Спектор |             | Судья: Гиль Винокур Линейные судьи: Сергей Рябов Даниэль Бейлин |
|                                                                                            |                    |                                                        |             | Судья: Гиль Винокур Линейные судьи: Сергей Рябов Даниэль Бейлин |
|                                                                                            |                    |                                                        |             | Судья: Гиль Винокур Линейные судьи: Сергей Рябов Даниэль Бейлин |
|                                                                                            |                    |                                                        |             | Судья: Гиль Винокур Линейные судьи: Сергей Рябов Даниэль Бейлин |
| 2 мин                                                                                      | Штраф              | 2 мин                                                  |             | Судья: Гиль Винокур Линейные судьи: Сергей Рябов Даниэль Бейлин |
|                                                                                            |                    |                                                        |             |                                                                 |
|                                                                                            |                    |                                                        |             |                                                                 |

## Плей-офф

### Матч за 3-е место
| 12 апреля 2013 21:00 | Маккаби | 0 : 5 (ТП) | Хорсез | Канада-Центр, Метула |

| Отчёт | Отчёт | Отчёт | Отчёт | Отчёт |
| ----- | ----- | ----- | ----- | ----- |
|       |       |       |       |       |
|       |       |       |       |       |
|       |       |       |       |       |
|       |       |       |       |       |
|       |       |       |       |       |
|       |       |       |       |       |
|       |       |       |       |       |
|       |       |       |       |       |
|       |       |       |       |       |

### Финал
| 12 апреля 2013 21:00 | Монфорт | 1 : 4 (0:1, 0:2, 1:1) | Ришон Дэвилз | Канада Центр, Метула |

| Отчёт                                   | Отчёт                         | Отчёт | Отчёт                                | Отчёт                                                           |
| --------------------------------------- | ----------------------------- | --- | ------------------------------------ | --------------------------------------------------------------- |
|                                         |                               | |                                      |                                                                 |
|                                         | Вахтанг Цинцадзе Сергей Шилин | Вратари | Станислав Николаев Александр Логинов | Судья: Гиль Винокур Линейные судьи: Сергей Рябов Даниэль Бейлин |
|                                         | Голы:                         | |                                      | Судья: Гиль Винокур Линейные судьи: Сергей Рябов Даниэль Бейлин |
| Виталий Шварцман — 43:34 (Сергей Сенин) | 0:1 0:2 0:3 1:3 1:4           | 11:39 — Артур Пушкин (Александр Круглов) 32:05 — Александр Круглов 39:47 — Александр Круглов 53:01 — Виталий Шефер (Артём Коротин) |                                      | Судья: Гиль Винокур Линейные судьи: Сергей Рябов Даниэль Бейлин |
|                                         |                               | |                                      | Судья: Гиль Винокур Линейные судьи: Сергей Рябов Даниэль Бейлин |
|                                         |                               | |                                      | Судья: Гиль Винокур Линейные судьи: Сергей Рябов Даниэль Бейлин |
|                                         |                               | |                                      | Судья: Гиль Винокур Линейные судьи: Сергей Рябов Даниэль Бейлин |
| 8 мин                                   | Штраф                         | 4 мин |                                      | Судья: Гиль Винокур Линейные судьи: Сергей Рябов Даниэль Бейлин |
|                                         |                               | |                                      |                                                                 |
|                                         |                               | |                                      |                                                                 |

## Лига леумит Израиля по хоккею в сезоне 2012/2013
1-й сезон чемпионата Израиля в лиге леумит (национальной лиге).
Победителем турнира стала команда Драгонс из города Нес-Циона.
|  | Команда, выходящая в высшую лигу ИзХЛ 2013/2014 |

Примечание:

(*) — Техническая победа/поражение

(^) — Победа/поражение в овертайме или по буллитам
| М | Команда      | 1    | 2    | 3    | 4    | 5   | 6    | 7   | 8    | В | ВО | ПО | П | ШЗ | ШП | РШ  | О  |
| - | ------------ | ---- | ---- | ---- | ---- | --- | ---- | --- | ---- | - | -- | -- | - | -- | -- | --- | -- |
| 1 | Драгонс      | @    | 12:2 | 4:0  | 9:6  | 7:5 | 6:1  | 9:2 | 4:3  | 7 | 0  | 0  | 0 | 51 | 19 | +32 | 21 |
| 2 | Айс Тайм     | 2:12 | @    | 6:3  | 4:6  | 7:6 | 10:3 | 3:1 | 7:4  | 5 | 0  | 0  | 2 | 39 | 35 | +4  | 15 |
| 3 | ХК Гедера    | 0:4  | 3:6  | @    | 4:3^ | 2:1 | 5:1  | 4:1 | 3:0  | 4 | 1  | 0  | 2 | 21 | 16 | +5  | 14 |
| 4 | Хитмен       | 6:9  | 6:4  | 3:4^ | @    | 3:6 | 10:2 | 8:1 | 5:0* | 4 | 0  | 1  | 2 | 41 | 26 | +15 | 13 |
| 5 | Тартлес      | 5:7  | 6:7  | 1:2  | 6:3  | @   | 8:4  | 9:1 | 4:2  | 4 | 0  | 0  | 3 | 39 | 26 | +13 | 12 |
| 6 | Сильвер Фокс | 1:6  | 3:10 | 1:5  | 2:10 | 4:8 | @    | 9:4 | :    | 1 | 0  | 0  | 5 | 20 | 43 | -23 | 3  |
| 7 | Ришон-2      | 2:9  | 1:3  | 1:4  | 1:8  | 1:9 | 4:9  | @   | 3:2  | 1 | 0  | 0  | 6 | 44 | 13 | -31 | 3  |
| 8 | КИХШ-2       | 3:4  | 4:7  | 0:3  | 0:5* | 2:4 | :    | 2:3 | @    | 0 | 0  | 0  | 6 | 11 | 26 | -15 | 0  |